# Epe, Nigeria
Epe är en stad i Nigeria, i delstaten Lagos. Staden hade 181 409 invånare år 2006. Här finns produktion av motoriserade pråmar och visst fiske. Staden är även ett jordbrukscentrum med utförsel av bland annat kassava, majs, grönsaker och palmprodukter. På 1700- och 1800-talen var Epe den viktigaste hamnstaden för ijebufolket.